# Kirsten Nieuwendam
Kirsten Nieuwendam (Paramaribo, 26 augustus 1991) is een Surinaamse atlete, die zich heeft toegelegd op de sprint.

## Loopbaan
In juni 2007 nam Nieuwendam deel aan de South American Championships in São Paulo (Brazilië), waar deze toen nog vijftienjarige atlete de 100 m liep in 12,23 s en de 200 m in 24,77.
Nieuwendam verbeterde op 29 augustus 2007, dus enkele dagen nadat ze zestien werd, het Surinaamse nationale record op de 200 m en bracht het op 24,52. Dit deed ze tijdens de wereldkampioenschappen, gehouden te Osaka in Japan. Het record stond sinds 28 juli 1991 op naam van Ivette Bonapart, die deze afstand indertijd in Eindhoven had gelopen in 24,59.
In 2008 kreeg Kirsten Nieuwendam een sportbeurs ter waarde van 40.000 dollar voor verdere studie en training in de Verenigde Staten.
Op 10 juli 2008 nam ze deel aan de 200 m op de wereldkampioenschappen voor junioren in Bydgoszcz. Hierbij werd ze in de voorrondes uitgeschakeld met een tijd van 25,10. Vervolgens maakte ze samen met de atleet Jurgen Themen en de zwemmers Chinyere Pigot en Gordon Touw Ngie Tjouw deel uit van het Surinaams Olympisch team voor de Olympische Spelen van 2008 in Peking (China). Hier kwam Kirsten Nieuwendam uit op het atletiekonderdeel 200 m, waarin ze met een tijd van 24,46 opnieuw het Surinaamse nationale record verbeterde. Het was echter niet genoeg om door te kunnen naar de volgende ronde.
Tijdens de Olympische Spelen van 2012 kwam ze op 6 augustus 2012 in het Olympisch Stadion van Londen uit op de 200 m. In de eerste ronde liep ze een tijd van 24,07, waarmee ze zich niet wist te kwalificeren voor de finale.

## Persoonlijke records
Outdoor
| Onderdeel | Prestatie    | Datum         | Plaats                     |
| --------- | ------------ | ------------- | -------------------------- |
| 100 m     | 11,60 s (NR) | 27 maart 2010 | Miramar                    |
| 200 m     | 23,47 s (NR) | 4 mei 2012    | State College Pennsylvania |
| 400 m     | 54,64 s      | 21 april 2012 | Auburn Alabama             |

Indoor
| Onderdeel | Prestatie    | Datum            | Plaats                     |
| --------- | ------------ | ---------------- | -------------------------- |
| 60 m      | 7,51 s (NR)  | 7 januari 2012   | State College Pennsylvania |
| 200 m     | 23,76 s (NR) | 7 januari 2012   | State College Pennsylvania |
| 400 m     | 54,15 s      | 26 februari 2012 | Lincoln Nebraska           |

## Onderscheidingen
- 2008: Surinaams sportvrouw van het jaar